# Phường 9 (Vũng Tàu)
Phường 9 is een phường in de stad Vũng Tàu, in de Vietnamese provincie Bà Rịa-Vũng Tàu. Een van de bekendste bouwwerken in de phường is het Luchthaven Vũng Tàu.